# Robert Zingen
Robert Zingen (* 4. Mai 1928 in Ehrang; † 10. Dezember 2005 in Trier) war ein deutscher Politiker (CDU).

## Leben
Zingen besuchte 1934 bis 1942 die Volksschule Ehrang und machte danach eine Schlosserlehre beim Reichsbahnausbesserungswerk
Trier, die er 1944 mit der Gesellenprüfung beendete. 1945 leistete er Reichsarbeitsdienst und geriet in Kriegsgefangenschaft. Ab 1945 war er erneut bei der Bundesbahn tätig, besuchte die Eisenbahn-Fachschule und bestand 1951 die Werkmeisterprüfung bei der Bundesbahn. Er arbeitete als technischer Betriebsinspektor im Bundesbahnausbesserungswerk Trier und war dort 1962 bis 1979 Personalratsvorsitzender.

## Politik
1966 wurde er Mitglied der CDU und war in der Partei 1969 bis 1975 stellvertretender Vorsitzender des CDU-Kreisverbands Trier-Stadt. Kommunalpolitisch war er 1969 bis 1989 Mitglied und 1975 bis 1988 CDU-Fraktionsvorsitzender im Stadtrat Trier. Er war Mitglied des Bezirksvorstands Trier der CDA.
Vom 1. Juni 1970 bis zum 17. Mai 1971, vom 18. März 1974 bis 19. Mai 1975 und vom 21. Mai 1975 bis 2. Juni 1987 gehörte er dem Landtag Rheinland-Pfalz an. 1984 war er Mitglied der 8. Bundesversammlung.
Daneben war er Gründungsmitglied und stellvertretender Vorsitzender des Trierer Vereins Ehranger Heimat, Mitglied im Kuratorium der Universität Trier, im Verwaltungsrat der Sparkasse Trier, im Verwaltungsrat der Vereinigten Hospitien Trier, im Aufsichtsrat der Trierer Bürgerverein AG, Mitglied des Landesbeamtenausschusses im DGB und Zweiter Bevollmächtigter der GdED, Ortsverwaltung
Trier.

## Auszeichnungen
- Bundesverdienstkreuz Erster Klasse (1983)
- Ehrenring der Stadt Trier
- Freiherr-vom-Stein-Plakette